# Linus Thörnblad
Karl Linus Thörnblad, född 6 mars 1985 i Lund, är en svensk friidrottare som tävlar i höjdhopp för IFK Lund och Malmö AI. 
Mellan 2006 och 2010 hade Thörnblad sina mest framgångsrika år, där han bland annat tog två internationella mästerskapsmedaljer, inomhus-EM 2:a 2007, inomhus-VM 3:a 2006, EM 4:a 2006, EM 4:a 2010, VM 5:a 2009, Diamond League-segrar, och rankades 3–5 plats på internationella förbundets "IAAF" världsranking under dessa år. Thörnblad utsågs 2007 till Stor grabb/stor tjej nummer 495 i friidrott.
Linus Thörnblad är 180 cm lång och väger 78 kg. Han tillhör liksom Stefan Holm den skara höjdhoppare som hoppat 50 cm eller mer över sin egen längd.

## Biografi
Thörnblad började med höjdhopp först vid 15 års ålder och hoppade i sin första tävling två meter som P16. Han utvecklades snabbt och vid 18 års ålder hoppade han 2,30 meter och gick in på topp 10-listan genom tiderna i världen för juniorer efter endast två och ett halvt år friidrottsträning. Thörnblad fick som 18-åring pris som årets nykomling på Svenska idrottsgalan för sina prestationer under 2003. Thörnblad tog som junior guld på J-EM 22, brons J-EM 19 och guld på Gymnasiaden P17. Redan som 19-åring deltog han på OS i Aten 2004. 
År 2006 etablerade sig Thörnblad i världstoppen med brons på inomhusvärldsmästerskapen i Moskva, en 4:e plats på EM i Göteborg, vinst på World Atletics Final i Stuttgart och rankades som 3:e bästa höjdhoppare på internationella förbundets "IAAF" världsranking. År 2007 hoppade han sitt personbästa 2,38 meter under inomhus-SM i Göteborg men slutade på en andra plats efter Stefan Holm som också hoppade 2,38 meter. Det har bara hänt en gång tidigare att någon har kommit på en andra plats någonsin på en sådan hög höjd. Samma vinter tog Thörnblad och Holm en svensk dubbel på Inomhus-EM i Birmingham, GRB där Thörnblad slutade på 2:a plats. 
Mellan 2006 och 2010 hade Thörnblad sina mest framgångsrika år, där han bland annat tog två internationella mästerskapsmedaljer, inomhus-EM 2:a 2007, inomhus-VM 3:a 2006, EM 4:a 2006, EM 4:a 2010, VM 5:a 2009, Diamond League-segrar, rankades på 3–5 plats på internationella förbundets "IAAF" världsranking under dessa år med mera.
Thörnblad tränades under sina mest framgångsrika år (2005–2009) av Stanislaw "Stanley" Szczyrba. Innan dess hade han tränats av Sten Keding (2000–2004) och Yannick Tregaro (2010). Under sitt sista år som aktiv i comebackförsök efter sin utbrändhet tränade han med Morgan Persson (2011).
Den 4 april 2012 meddelade Thörnblad att han avslutat sin karriär på grund av sviterna efter utbrändhet. Han gjorde sitt sista internationella mästerskap på EM i Barcelona 2010. Efter sju års uppehåll gjorde han comeback på SM 2018, där han tog guldmedalj.
Idag har han lyckats bryta sig ur hans beteendemönster och kommit bort från all den press och stress som kom med hans liv som elitidrottare. Nu jobbar han dels med att belysa om hur viktigt det är att våga prata om psykisk ohälsa. Både genom föreläsningar och olika framträdanden men även genom att stödja olika projekt.

## Internationella mästerskap
Thörnblad har tagits ut i den svenska truppen till ett flertal internationella mästerskap:
- 2002: Utslagen i kvalet Junior-VM
- 2003: 3:a Junior-EM
- 2004: 4:a Junior-VM
- 2004: Utslagen i kvalet OS i Aten[23]
- 2005: Utslagen i kvalet Inomhus-EM[24]
- 2005: 10:a U23-EM i Erfurt, Tyskland på 2,21[25]
- 2006: 3:a Inomhus-VM i Moskva[2]
- 2006: 4:a EM i Göteborg på 2,34, personbästa[26]
- 2006: 1:a World Athletics Final i Stuttgart på 2,33[27]
- 2007: 2:a Inomhus-EM i Birmingham[3]
- 2007: 1:a U23-EM i Debrecen, Ungern på 2,24[4]
- 2007: 15:e VM i Osaka på 2,16[28][29]
- 2007: 3:a World Athletics Final i Stuttgart på 2,27[30]
- 2008: Utslagen i kvalet OS i Peking[31]
- 2008: 5:a World Athletics Final i Stuttgart på 2,26[32]
- 2009: Utslagen i kvalet Inomhus-EM på 2,17[33]
- 2009: 5:a VM i Berlin på 2,23[34][35]
- 2010: 4:a EM i Barcelona på 2,29[36]

## Resultatutveckling
| Inomhus - 2011: - 2010: - 2009: 2,36 - 2008: 2,35 - 2007: 2,38 - 2006: 2,34 - 2005: 2,31 - 2004: 2,26 - 2003: 2,24 | Utomhus - 2011: 2,25 - 2010: 2,30 - 2009: 2,31 - 2008: 2,31 - 2007: 2,31 - 2006: 2,34 - 2005: 2,26 - 2004: 2,27 - 2003: 2,30 - 2002: 2,19 |

## Personliga rekord
| Utomhus - Höjdhopp – 2,34 (Göteborg 9 augusti 2006) | Inomhus - Höjdhopp – 2,38 (Göteborg 25 februari 2007) |